# 1772 en santé et médecine
| Années de la santé et de la médecine : 1769 - 1770 - 1771 - 1772 - 1773 - 1774 - 1775    |
| Décennies de la santé et de la médecine : 1740 - 1750 - 1760 - 1770 - 1780 - 1790 - 1800 |

Cet article présente les faits marquants de l'année 1772 en santé et médecine.

## Événements
- 25 avril : en France, Déclaration du Roi portant établissement d'une Commission royale de médecine pour l'examen des remèdes particuliers et la distribution des eaux minérales enregistrée en Parlement le 28 août 1772[1].
- Nicolas Saucerotte présente devant l'Académie de Chirurgie un « Accroissement singulier en grosseur des os d'un homme âgé de 39 ans » qui sera publié en 1801, et qui concerne le premier cas connu d'acromégalie[2].

## Publication
- Kawaguchi Shinnin (1736-1811) : Kaishi Hen (Analyse des cadavres), atlas anatomique à l'aube de la médecine expérimentale au Japon, publié à Kyoto, gravures sur bois d'Aoki Shukuya (mort en 1802)[3].

## Naissances

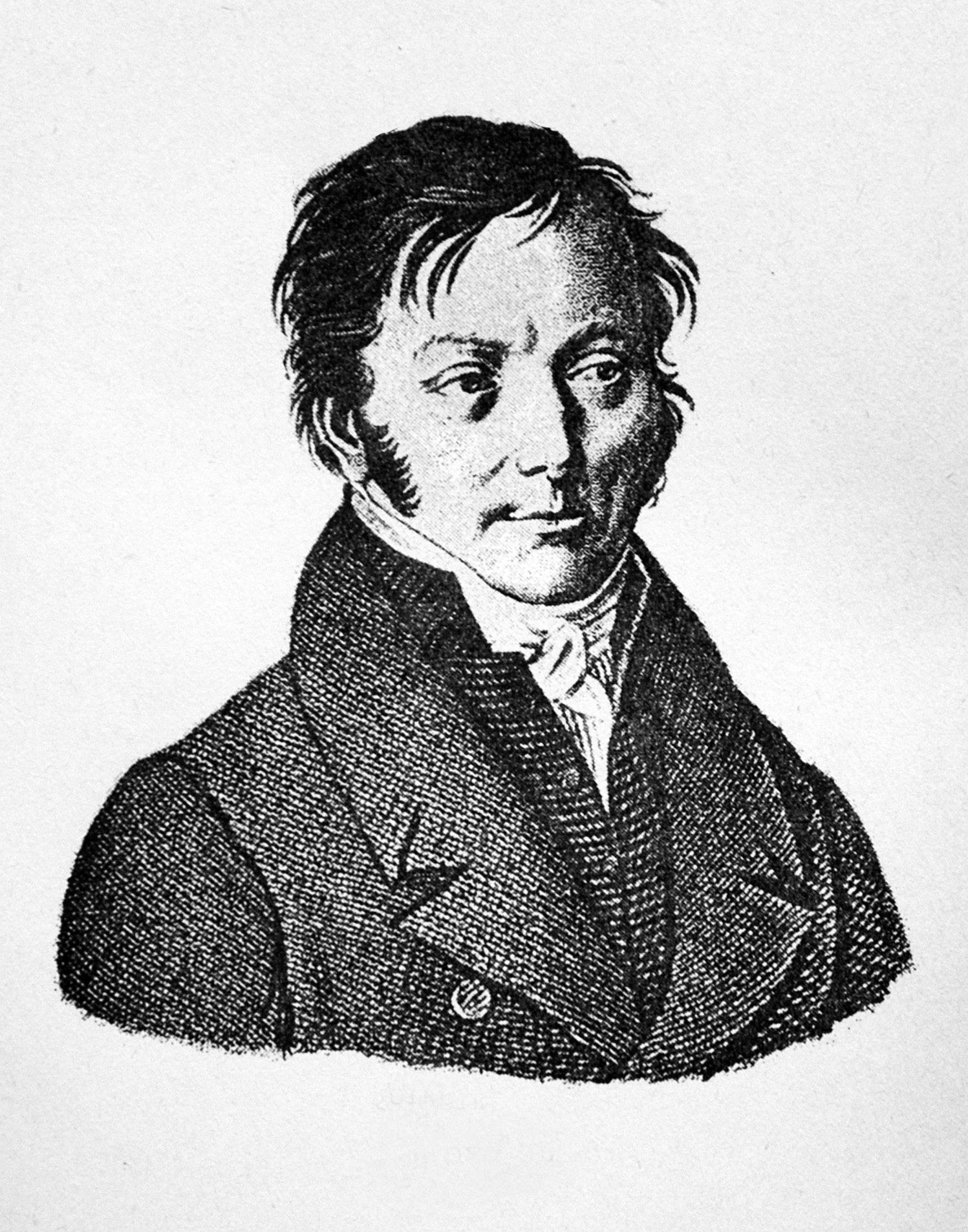
Jean-Étienne Esquirol

- 4 janvier : Jean-Étienne Esquirol (mort en 1840), psychiatre français[4].
- 4 avril : Augustin Jacob Landré-Beauvais (mort en 1840), chirurgien français[5].
- 30 avril : Karl Gustav Himly (mort en 1837), chirurgien et ophtalmologue allemand[6].
- 3 juin : Jacques Philippe Raymond Draparnaud (mort en 1804), naturaliste, malacologiste et botaniste français, professeur de médecine en pathologie et nosologie à la Faculté de Médecine de Montpellier[7].
- 22 novembre : Pierre Amable Jean-Baptiste Trannoy (mort en 1831), botaniste, médecin et hygiéniste français[8],[9].
- 14 décembre : François Broussais (mort en 1838), chirurgien français[10].
- 15 décembre : Valeriano Luigi Brera (mort en 1840), médecin et pathologiste italien, professeur de médecine aux universités de Pavie, Padoue et Bologne[11].

## Décès
- 3 janvier : Antoine Le Camus (né en 1722), philosophe, médecin, auteur et journaliste français[12].
- 28 avril : Johann Friedrich Struensee (né en 1737), médecin et homme politique danois d'origine allemande[13].
- 18 juin : Gerard van Swieten (né en 1700), médecin autrichien[14].
- 15 novembre : Johann Christian Senckenberg (né en 1707), médecin et scientifique allemand[15].